# Matías Garavano
Matías Garavano (San Nicolás, 24 agosto 1984) è un ex calciatore argentino, di ruolo portiere.